# Żylicze (rejon brzostowicki)
Żylicze (biał. Жылічы, Żyliczy, ros. Жиличи, Żyliczi) – wieś na Białorusi, w obwodzie grodzieńskim, w rejonie brzostowickim, w sielsowiecie Pograniczny.
Znajduje się tu przystanek kolejowy Żylicze, położony na linii Wołkowysk – Brzostowica.

## Geografia
Wieś położona jest 59 km na wschód od Białegostoku, 10 km od granicy polsko-białoruskiej, tuż przy linii kolejowej Białystok-Wołkowysk. Na południowy wschód od miejscowości przebiega granica administracyjna pomiędzy rejonami brzostowickim i świsłockim. Znajduje się w niej stacja kolejowa.

## Historia
Wieś królewska ekonomii grodzieńskiej położona była w końcu XVIII wieku  w powiecie grodzieńskim województwa trockiego. 
W czasach zaborów w granicach Imperium Rosyjskiego, w guberni grodzieńskiej, w powiecie wołkowyskim, w gminie Świsłocz. W roku 1895 miała powierzchnię 465,5 dziesięciny (ok. 508,6 ha). Od 1919 roku pod administracją II Rzeczypospolitej. 7 czerwca 1919 roku, wraz z całym powiatem wołkowyskim, weszła w skład okręgu brzeskiego Zarządu Cywilnego Ziem Wschodnich – tymczasowej polskiej struktury administracyjnej. Latem 1920 roku zajęta przez bolszewików, następnie odzyskana przez Polskę. 20 grudnia 1920 roku włączona wraz z powiatem do okręgu nowogródzkiego. Od 19 lutego 1921 roku w województwie białostockim, w powiecie wołkowyskim, w gminie Świsłocz. W 1921 roku składała się z 13 domów mieszkalnych. W 1929 i 1930 roku liczyła 23 domy.
W wyniku napaści ZSRR na Polskę we wrześniu 1939 roku miejscowość znalazła się pod okupacją radziecką. 2 listopada została włączona do Białoruskiej SRR. 4 grudnia 1939 roku włączona do nowo utworzonego obwodu białostockiego. Od czerwca 1941 roku pod okupacją niemiecką. 22 lipca 1941 roku włączona w skład okręgu białostockiego III Rzeszy. W 1944 roku ponownie zajęta przez wojska sowieckie i włączona do obwodu grodzieńskiego Białoruskiej SRR. Od 1991 roku w składzie niepodległej Białorusi.
Do 25 września 2003 roku Żylicze stanowiły część sielsowietu Kwatery. Został on tego dnia zlikwidowany, a wszystkie jego miejscowości włączone do ówczesnego sowietu osiedlowego Pograniczny.

## Demografia
Według spisu powszechnego z 1921 roku, wieś zamieszkana była przez 67 osób, wyłącznie prawosławnych Białorusinów.